# Wole Soyinka
Akinwande Oluwole "Wole" Soyinka (Abeokuta, (Ogun, Nigeria), 13 juli 1934) is een Nigeriaanse schrijver, dichter en toneelschrijver van Yoruba afkomst. Hij wordt beschouwd als de belangrijkste toneelschrijver van Afrika, en verkreeg als eerste Afrikaan ooit in 1986 de Nobelprijs voor Literatuur.

## Wole Soyinka en Nederland
Verschillende boeken van Soyinka verschenen in Nederlandse vertaling, o.a de romans De vertolkers en Dagen der duisternis. 
In 2000 interviewde Wim Kayzer Soyinka voor zijn tv-serie Van de schoonheid en de troost.

## Publicaties van Soyinka in Nederlandse vertaling
- Wole Soyinka: De vertolkers. Vert. door Marijke Emeis. Haarlem, In de Knipscheer, 1999. ISBN 90-6265-241-7 [1e en 2e druk: ibid., 1986]
- Wole Soyinka: Jeugd in Aké. Vert. door Anne Beeker-Schoenmakers. Houten, Het Wereldvenster, 1986. ISBN 90-293-9869-8 [1e druk: ibid., 1985]
- Wole Soyinka: Isjara. Reis rond Essah. Vert. door Marijke Emeis. Houten, Het Wereldvenster, 1991. ISBN 90-269-4138-2
- Wole Soyinka: Requiem voor een futuroloog. Vert. door Marijke Emeis. Amsterdam, Theatergroep De Nieuw Amsterdam, 1991. ISBN 90-269-4156-0
- Wole Soyinka: Een man is dood. Gevangenisaantekeningen. Vert. door Marijke Emeis. Houten, Het Wereldvenster, 1988. ISBN 90-269-4323-7
- Wole Soyinka: Dagen der duistenis. Vert. door Anne Beeker-Schoenmakers. Houten, Het Wereldvenster, 1987. ISBN 90-269-4273-7
- Wole Soyinka: Gedichten. Vert. door Marijke Emeis. Houten, Het Wereldvenster, 1987. ISBN 90-269-4283-4
- Naar Afrika. Verhalen van Wole Soyinka, A.H.M. Scholtz [en vele andere schrijvers]. 3e druk, Utrecht, 2003 (Zwarte Beertjes nr. 3150) ISBN 90-461-3004-5 [1e druk: Amsterdam, Meulenhoff, 1998]